# Глушак Никифор Іванович
Глушак Никифор Іванович (* 1888 — † після 25 січня 1938) — бандурист, відомий майстер бандур з м. Чорнобиля Київської області.

## Життєпис
Проходив по справі №83939 ІІІ відділу КОУ НКВС (справа Дорошка Ф. — Копана Г.) як «учасник контрреволюційної організації Дорошка-Копана». 
Під наглядом ГПУ значиться з 1929 р. 
Уперше заарештований 6 березня 1931 за обвинуваченням у «контрреволюційній організації». Вироком народного суду м. Чорнобиля від 18 липня 1931 засуджений на 2 роки ув'язнення. Постановою Київського відділу ГПУ УСРР від 22 серпня 1931 року справу припинено «за недоведенністю обвинувачень». 
Удруге заарештований Чорнобильським РВ за «систематичну контрреволюційну агітацію, спрямовану проти заходів Партії і Радвлади». По справі №11119 згідно зі ст. 54-10 КК УРСР рішенням Особливої трійки при КОУ НКВС від 25 жовтня 1937 року ув'язнений до таборів суворого режиму на 10 років. 
Останні звістки датовано 25 січня 1938 року з Томсько-Осетинського табору (лист до Єжова з проханням касаційного перегляду справи). Як зазначено у справі, «принятыми мерами дальнейшую судьбу Глушака Н.И. установить не предоставилось возможным»(рос.).